# 翁汝遇
翁汝遇，字子先，號湛原，浙江杭州府仁和縣人，明朝政治人物。

## 生平
萬曆七年（1528年）己卯科浙江鄉試第十九名舉人，二十六年（1598年）戊戌科進士。工部觀政，授东莞令，升南京工部主事，萬曆三十五年（1607年）榷芜湖关，三十六年升本司郎中，三十八年官廣東瓊州府知府，四十一年考察调簡，四十二年補柳州知府，调任卫辉府知府。

## 家族
有弟翁汝進，亦進士。孫翁佶，順治乙未進士。